# Myke Halkema
Myke Halkema (* 29. Juli 1994) ist eine niederländische Badmintonspielerin.

## Karriere
Myke Halkema wurde 2012 nationale Juniorenmeisterin in den Niederlanden. 2013 gewann sie bereits Bronze bei den Erwachsenen. 2011 und 2012 nahm sie an den Badminton-Juniorenweltmeisterschaften teil, 2014 an den Badminton-Mannschaftseuropameisterschaften. 2013 siegte sie bei den Hungarian International. Bei den Niederländischen Badmintonmeisterschaften 2014 und 2022 gewann sie Silber, 2016, 2017, 2019 und 2023 jeweils Bronze.